# Шалфеев, Борис Николаевич
Борис Николаевич Шалфеев (27 сентября 1891 года, Голговск, Валкский уезд — 14 июля 1935 года, Рига) — русский и латвийский журналист, краевед, общественный деятель, педагог.

## Биография
Родился в семье священнослужителя, настоятеля храма Казанской иконы Божией Матери в Эдинбурге (ныне Дзинтари, Юрмала).
Окончил Рижское духовное училище (1907) и Рижскую духовную семинарию (1913).
Участвовал в издании и редактировании издававшегося на русском языке «Взморского вестника», ориентированного на отдыхающих на Рижском взморье. 
После начала Первой мировой войны находился на фронте. Участвовал в боях на румынском фронте, был награждён Георгиевским крестом. Некоторое время заведовал конно-обозным запасом Девятой армии. Работал в Киевской духовной семинарии. После окончания боевых действий поступил на юридический факультет Новороссийского университета. 
Был вынужден эмигрировать в Румынию, где женился на русской женщине по имени Татьяна,  учительствовал в Бессарабии.
В 1921 году возвратился в Латвию, ставшую независимой.
В 1922 году вошёл в состав Просветительской комиссии Рижской городской управы. Много  делал для нужд русского среднего образования в Латвии, в 1923 году стал председателем Союза русских учителей. В 1928 году избран гласным в Рижскую городскую думу. Был близким другом мэра Риги Альфреда Андерсона.
В 1926 году получил приглашение от М. И. Ганфмана стать заведующим исторического отдела газеты «Сегодня», которая впоследствии стала четвёртой по популярности русскоязычной газетой за пределами России.  
В 1929 году начал преподавать в гимназии Русского просветительского общества. В 1931 году основал русскую городскую школу № 13, директором которой стал.
Заложил основы русской краеведческой журналистики Латвии. Его статьи отличала легкость, простота, живость повествования, тонкая литературность. Был настойчив, изобретателен и весьма удачлив при собирании литературного материала, за что имел прозвище «Рижский Гиляровский». Написал ряд краеведческих очерков «Как строилась Рига», «На дне реки Ризинг», «Рига под водою», «Рига полтораста лет тому назад», «Золотой петух на башне св. Петра», о выступлениях в Риге Р. Вагнера — «Дирижёрская палочка Вагнера в Риге», «Как рижане не заметили Вагнера», «Как Вагнер бежал из Риги», о событиях Первой мировой войны — «Как русские войска оставили Ригу».
Являлся публичной фигурой и вёл активный ресторанный образ жизни подобно многим рижским рыцарям пера (Генрих Гроссен, Пётр Мосевич Пильский). О его приверженности ресторанным посиделкам обстоятельно повествует его коллега по печатному изданию, один из ближайших друзей, Генрих Гроссен:
Мне и начальнику школы нужно было срочно поговорить с Борисом по одному школьному делу, но то ему некогда, то нам. Начальник школы Мюльберг предлагает провести время с Борисом Николаевичем после уроков. Сговариваемся отправиться с ним в ресторан «Темпо» (в Риге сейчас это — здание Кукольного театра). Являемся туда часов в 10. В ресторане полно. Бориса не находим. Является он через полчаса, как оказалось, он уже был в ресторане Шварца. Мы в это время уже сидели. Видим, у входа появляется характерная тонкая и высокая фигура Бориса Николаевича. Со всех сторон поднимаются руки с приветствием: «А, Борис Николаевич, заходи!», «Ah, Šalfejeva kungs!», «А, Шалфеев, садись!». «Борис, на пару слов, — говорит какой-то подвыпивший тип. — У меня к тебе дело, не возражай и пей!».
Борис с красными пятнами на щеках сердечно пожимает протянутые руки и садится. Стулья придвигаются к нему, подсаживаются и с других столов. На столе губительная водка, смертельное для почек пиво и меньше всего закуски. Он говорит, он увлекается и незаметно для себя машинально пьёт рюмку за рюмкой. Через час он попадает к нам, поговорить с ним так и не удаётся, так как у нашего стола оказались совершенно чужие лица, которые, однако, с Борисом на «ты». Я предлагаю покинуть это заведение и перебраться в другое, более тихое и спокойное. Борис предлагает «свой» вариант — ресторан «Робежниек» («Пограничник») — что на Мельничной улице вблизи Вальдемаровской. Компания соглашается. Поднимаемся, расплачиваемся и идём к выходу среди поднятых для приветствия Борису рук и разного рода восклицаний по-русски, латышски и даже по-немецки.

В следующем ресторане, по замечанию Гроссена, наблюдается та же атмосфера — с шумными приветствиями, беспрестанно наливающимися рюмками. В дежурном полуофициозном ресторане гостя приветствуют близкие к правительственным кругам деятели, а также городской голова Андерсен и поэт Карлис Скалбе, с которым Шалфеев ведёт продолжительный разговор. В итоге, как отмечает господин Гроссен, разговора по делу у них с журналистом так и не вышло.
Скончался после продолжительной болезни (туберкулёз лёгких). Похоронен на Ивановском кладбище в Риге на территории исторического Московского форштадта.